# Masdevallia rubeola
Masdevallia rubeola är en orkidéart som beskrevs av Carlyle August Luer och Roberto Vásquez. Masdevallia rubeola ingår i släktet Masdevallia och familjen orkidéer.
Artens utbredningsområde är Bolivia. Inga underarter finns listade i Catalogue of Life.